# Lough Hoe Bog SAC
Lough Hoe Bog SAC este o arie protejată (arie specială de conservare — SAC, sit de importanță comunitară — SCI) din Irlanda întinsă pe o suprafață de 3.202,44 ha, integral pe uscat.

## Localizare
Centrul sitului Lough Hoe Bog SAC este situat la coordonatele 54°03′58″N 8°58′45″W / 54.066187°N 8.97925°V.

## Înființare
Situl Lough Hoe Bog SAC a fost declarat sit de importanță comunitară în mai 1998 pentru a proteja 2 specii de animale. Situl a fost protejat și ca arie specială de conservare în decembrie 2021.

## Biodiversitate
Situată în ecoregiunea atlantică, aria protejată conține 2 habitate naturale: Ape oligotrofe din câmpii nisipoase, cu un conținut foarte redus de minerale (Littorelletalia uniflorae), Turbării de acoperire (* exclusiv pentru turbării active).
La baza desemnării sitului se află mai multe specii protejate de  nevertebrate (2): Austropotamobius pallipes, Vertigo geyeri.
Pe lângă speciile protejate, pe teritoriul sitului au mai fost identificate 1 specie de plante, 1 specie de păsări, 1 specie de pești.